# Conrad von Wedemeyer
Conrad Wilhelm Arnold Wedemeyer, ab 1903 von Wedemeyer (* 30. August 1870 in Eldagsen; † 13. Februar 1947 in Zürich) war ein deutscher Verwaltungsbeamter.

## Leben
Conrad von Wedemeyer studierte an der Georg-August-Universität Göttingen. 1891 wurde er Mitglied des Corps Bremensia Göttingen. Nach Abschluss des Studiums trat er in den preußischen Staatsdienst ein. Das Regierungsreferendariat absolvierte er in Oppeln. Von 1907 bis 1912 war von Wedemeyer Landrat des Landkreises Franzburg-Barth. Anschließend war er bis zu seiner Pensionierung als Regierungsrat tätig und lebte auf dem Stammgut der Familie Wedemeyer in Eldagsen.
Wedemeyer wurde 1903 durch Kaiser Wilhelm II. für sich und seine männlichen Nachkommen in den erblichen Adelsstand erhoben, der mit dem Besitz des Guts Eldagsen bei Springe verbunden ist.